# Сандалов, Феликс Юрьевич
Феликс Юрьевич Сандалов (род. 12 мая 1989, Москва, СССР) — российский издатель, писатель и журналист.

## Биография
Закончил исторический факультет ПСТГУ по специальности «История древнего мира» в 2011 году. В том же году вместе с группой единомышленников основал интернет-альманах «Крот», посвященный радикальной культуре, где публиковались статьи и книги, такие как «Равинагар» Романа Михайлова:

Нашим же первоначальным посылом была такая осмысленная ностальгия по старому интернету, даже не раннему Web 2.0 вроде «Майспейса», а тому, что этому предшествовало.— Феликс Сандалов
В 2012 году журнал «Афиша» назвал Сандалова одним из идеологов русской сетевой панк-журналистики.  Тексты Сандалова о музыке публиковались в «Афише», Billboard, Rolling Stone, Flash Art, «Коммерсант-Weekend» и других изданиях, параллельно участвовал в жизни российского зин-сообщества. В том же году начал вести на сайте «Афиша» колонку «Записки из подполья», где он освещал андеграундную сцену России и мира. Тогда же занялся организацией в Москве концертов таких артистов, как Кобыла и трупоглазые жабы, Ussy, Фанни Каплан и других.
С января 2013 по ноябрь 2015 года работал в редакции печатного журнала «Афиша», готовя номера про лучшие книги XXI века, историю российского кино, новую волну российской музыки и влияние технологий на общество. Взял первое интервью у Паши Техника после выхода из тюрьмы, поспособствовал возвращению на сцену Алексея Вишни, открыл широкой публике группу «Ленина Пакет».
В 2015 году опубликовал книгу «Формейшен. История одной сцены» в издательстве Common Place. Книга рассказывает о московской андеграундной сцене 1990-х годов и была хорошо принята критиками, за что Сандалов получил премию Андрея Белого в категории гуманитарные исследования.

## Дальнейшая деятельность
С середины 2016-го по 2018 год возглавлял редакцию казанского развлекательного сайта «Инде». Он также участвовал в разработке и запуске литературного сайта «Горький» и медиа фонда современного искусства V-A-C Sreda.
С 2018 по март 2024 года руководил издательской программой «Individuum, где был главным редактором и продюсером книжных проектов, таких как «Слово Пацана», «Пытаясь проснуться», «Форпост», «Значит ураган», «Старик путешествует» и других.
В феврале 2022 года подписал антивоенное письмо от имени российских издателей.
В 2024 году совместно с Алексеем Докучаевым и Александром Горбачевым запустил НКО StraightForward, целью которого является помощь авторам, преследуемым за свои книги и документальной литературе, противостоящей цензуре. При поддержке StraightForward книга «Наш бизнес — смерть» Ильи Барабанова и Дениса Короткова вышла на шести языках. Организация также представляет еще 20 книг об острых социальных и политических проблемах России.

## Увлечения
В сентябре 2024 года вышел готик-дум-альбом группы «Всуе», состоящей из Сандалова и Александра «Скрипаля» Попова.